# Сјеверовац
Сјеверовац је насељено место у општини Суња, у Банији, Сисачко-мославачка жупанија, Република Хрватска.

## Историја
До нове територијалне организације налазио се у саставу бивше велике општине Сисак. Сјеверовац се од распада Југославије до августа 1995. године налазио у Републици Српској Крајини.

## Становништво
На попису становништва 2011. године, Сјеверовац је имао само 33 становника.

## Попис 1991.
На попису становништва 1991. године, насељено место Сјеверовац је имало 138 становника, следећег националног састава:
| Националност       | 1991.        |
| Срби               | 113 (86,25%) |
| Хрвати             | 1 (0,76%)    |
| Југословени        | 6 (4,58%)    |
| остали и непознато | 11 (8,39%)   |
| Укупно             | 131          |